# Bilješevo
Bilješevo är en ort i Bosnien och Hercegovina.   Den ligger i entiteten Federationen Bosnien och Hercegovina, i den centrala delen av landet, 40 kilometer nordväst om huvudstaden Sarajevo. Bilješevo ligger 414 meter över havet och antalet invånare är 145.
Terrängen runt Bilješevo är huvudsakligen kuperad. Bilješevo ligger nere i en dal.Runt Bilješevo är det ganska tätbefolkat, med 93 invånare per kvadratkilometer.. Närmaste större samhälle är Zenica, 10,7 kilometer nordväst om Bilješevo. 
I omgivningarna runt Bilješevo växer i huvudsak lövfällande lövskog.